# Maggholm, Björneborg

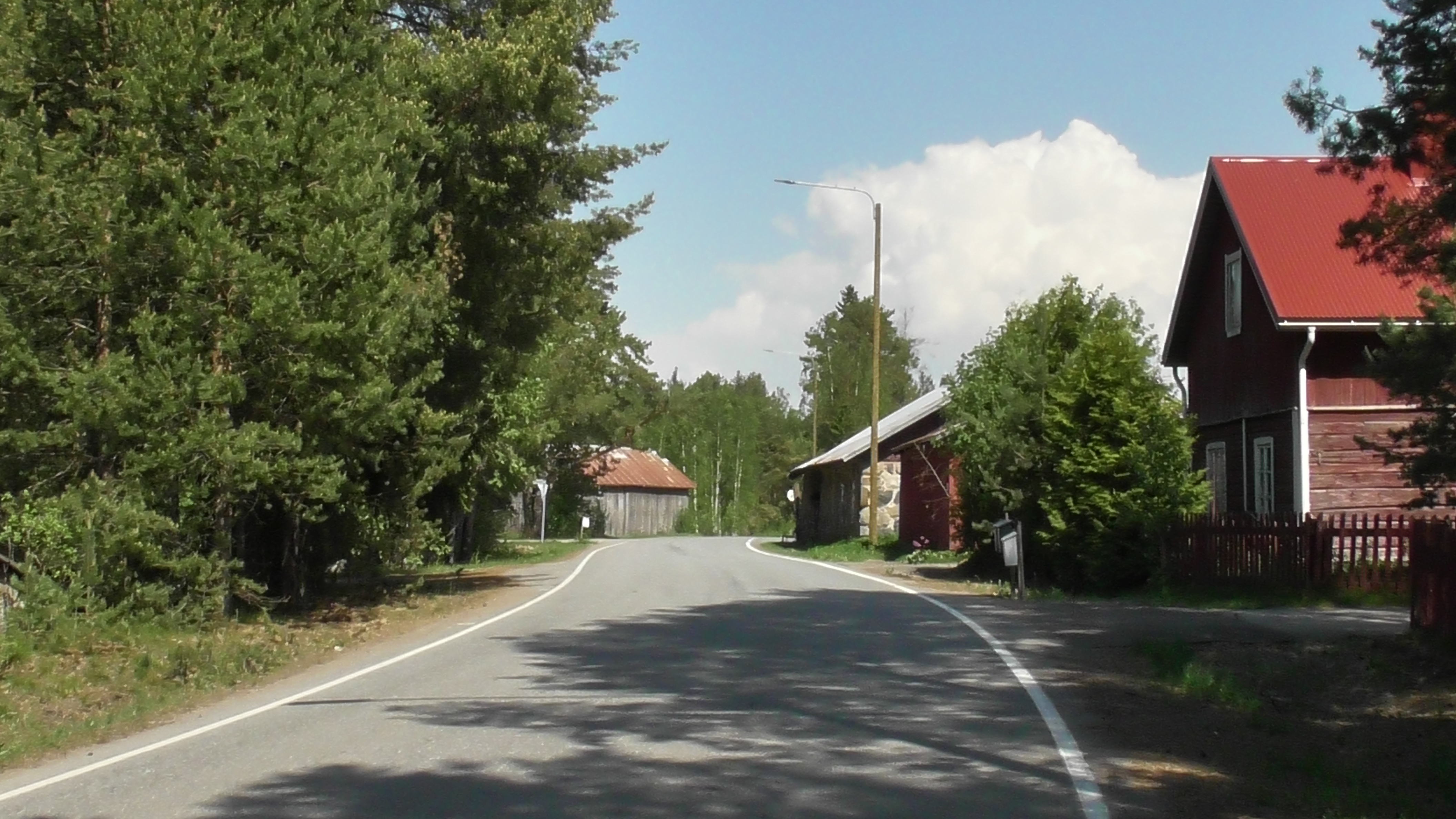
Maggholmsvägen i Maggholm.

Maggholm (finska: Makholma) är en by i Björneborg i Finland. Den ligger vid Bottenhavet i mötet mellan byarna Bredvik, Viasvesi och Kumnäs. Byn finns inte upptagen i det officiella fastighetsregistret, men Maggholm finns utsatt på kartor. Den första skriftliga anteckningen om orten är från är 1783 då under namnet Mackholmen. Maggholm ligger 18 kilometer från Björneborgs centrum, i stadens västra utkant. Byn Maggholm tillhörde ursprungligen kommunen Bredvik.